# Йоган Лукас Кракер
Йоган Лукас Кракер (нім. Johann Lucas Kracker; 3 березня 1717, Відень — 1 грудня 1779, Егер, Угорщина) — австрійсько-чеський художник XVIII ст., представник пізнього бароко. Працював в різних містах і провінціях Австрійської імперії.

## Життєпис
Дід майбутнього художника Тобіас Кракер був скульптором. Його родина прийшла до Відню з Богемії (Чехія). Тобіас Кракер був співпрацівником віденського архітектора Йогана Лукаса Гілдебрандта.

## Художня освіта
Первісну художню освіту здобув у майстерні художника Йогана Антона Герцога (1692—1740). Власну майстерність удосконалював у Віденській академії мистецтв.

## Зрілі роки
Почав працювати як самостійний художник в місті Зноймо (Моравія). Згодом у Зноймо пошлюбився. Невідомо, хто саме запросив художника на працю у землі тодішньої Угорщини-Словаччини. За припущеннями, про нього знали священство і монастирі і чутка про талановитого митця бігла попереду нього.

## Фрески у монастирі в Ясові
Ясов відомий як духовний центр з XII ст. Монастир в Ясові знав злети і занепади. Черговий злет прийшовся на першу половину XVIII ст. До створення нового монастирського комплексу капітул залучив віденського архітектора Ф. Пільграма. Франц Антон Пільграм (1699—1761) поставився до чергового завдання уважно, незважаючи на його розташування в далекій від центрів провінції. в проект комплексу увійшли монастирські корпуси, внутрішні двори, монастирський костел і сад бароко.
На землі Словаччини Пільграм приніс ансамблеву забудову, коли кожна частина комплексу доповнює і прикрашає частини інші. Пільграм помер і монастир в Ясові за його моделями і креслениками вибудував А. Цехмайстер. Очільники монастиря запросили до праці Йогана Лукаса Кракера. Праця в монастирі для художника тривала три етапи. Первісно (з 1752 р.) він декорував фресками залу прелатури та парадну клітку сходинок.
Під час перерви він працював над декількома новими замовами. Так, 1754 р. він створив образ «Яна Непомуцького» для Нижній Себастові.
Згодом його запросили у Ясов наново і у період 1762—1765 рр. він створив плафон «Проповід Івана Хрестителя» на стелі монастирського костелу, св. Цецилію і хор янголів. А для головного вівтаря храму — «Хрещення в Йордані» та образа для бічних вівтарів. Йому також доручили стінописи в монастирській бібліотеці.
Художника запросили в монастир втретє і він створив «Апофеоз ігумена монастиря як покровителя мистецтв і наук».

## Смерть
Помер (на території сучасної Угорщини) 1779 року.

## Значення творчості
Твори художника відносять до найкращого надбання генерації митців XVIII ст. в Центральній Європі. Умовно його відносять до трійці найкращих австрійських художників пізнього бароко, де ще художник-монументаліст Пауль Трогер (1698—1762) та Франц Антон Маульберч (1724—1796).

## Вибрані твори
- «Видіння Богородиці св. Антонію»
- «Св. Ян Непомуцький»
- «Зустріч Марії і Єлизавети»
- «Благовіщення»
- «Хрещення в Йордані»
- «Смерть св. Йосипа»
- «Андрій Першозванний»
- «Смерть св. Розалії»

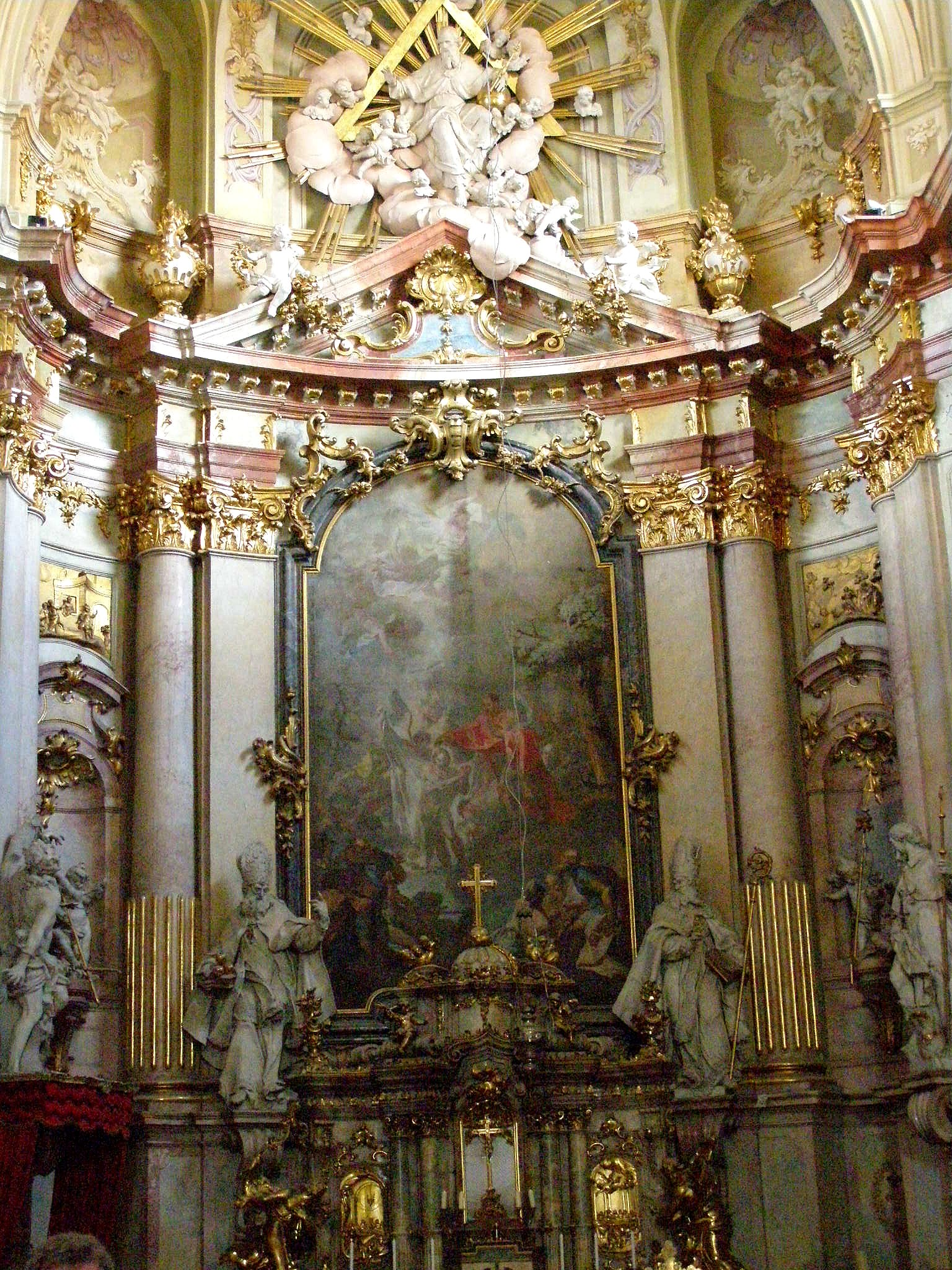
Головний вівтар монастирського костела в Ясові «Хрещення в Йордані»

- Монастир в Ясові, нині Словаччина, фрески і вівтарні образа
- «Проповідь Івана Хрестителя», купол в монастирському костелі, Ясов, Словаччина
- «Св. Цециліяі хор янголів», монастирський костел Івана Хрестителя, Ясов, Словаччина

## Галерея обраних фото

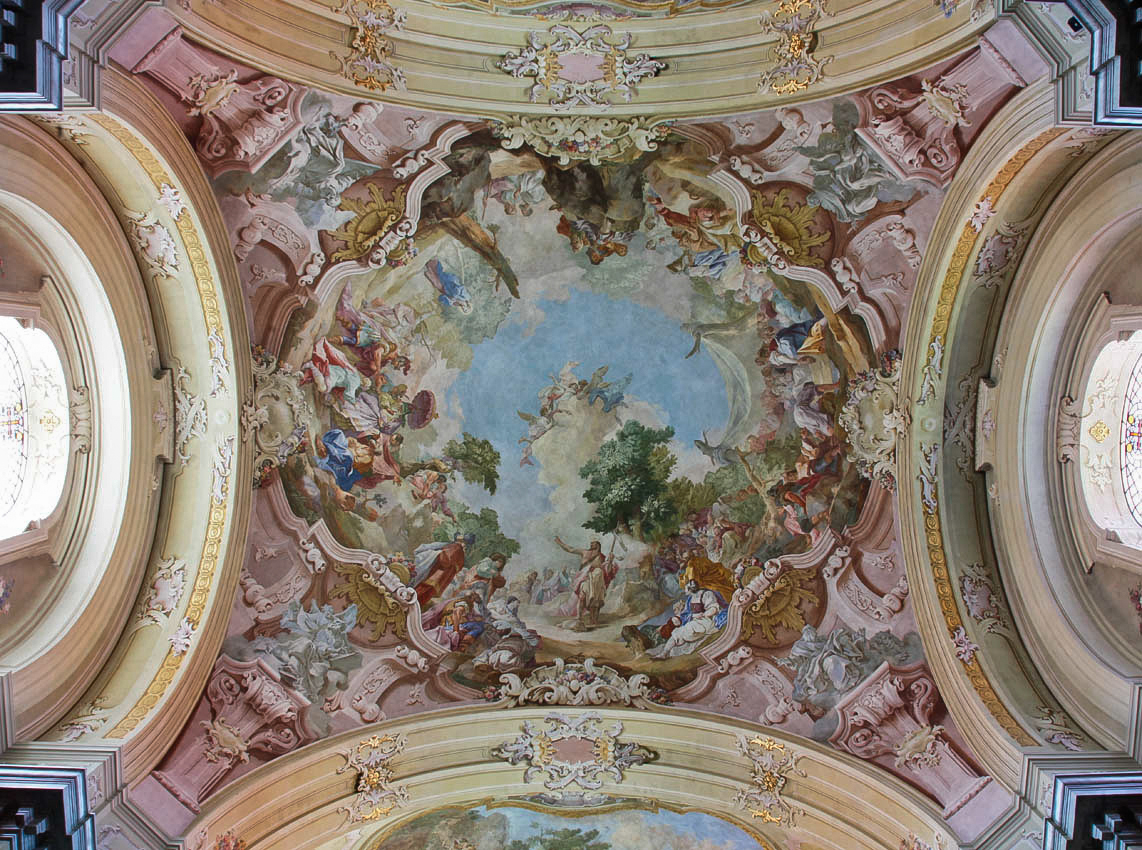
«Проповідь Івана Хрестителя», купол монастирського костелу в Ясові, Словаччина

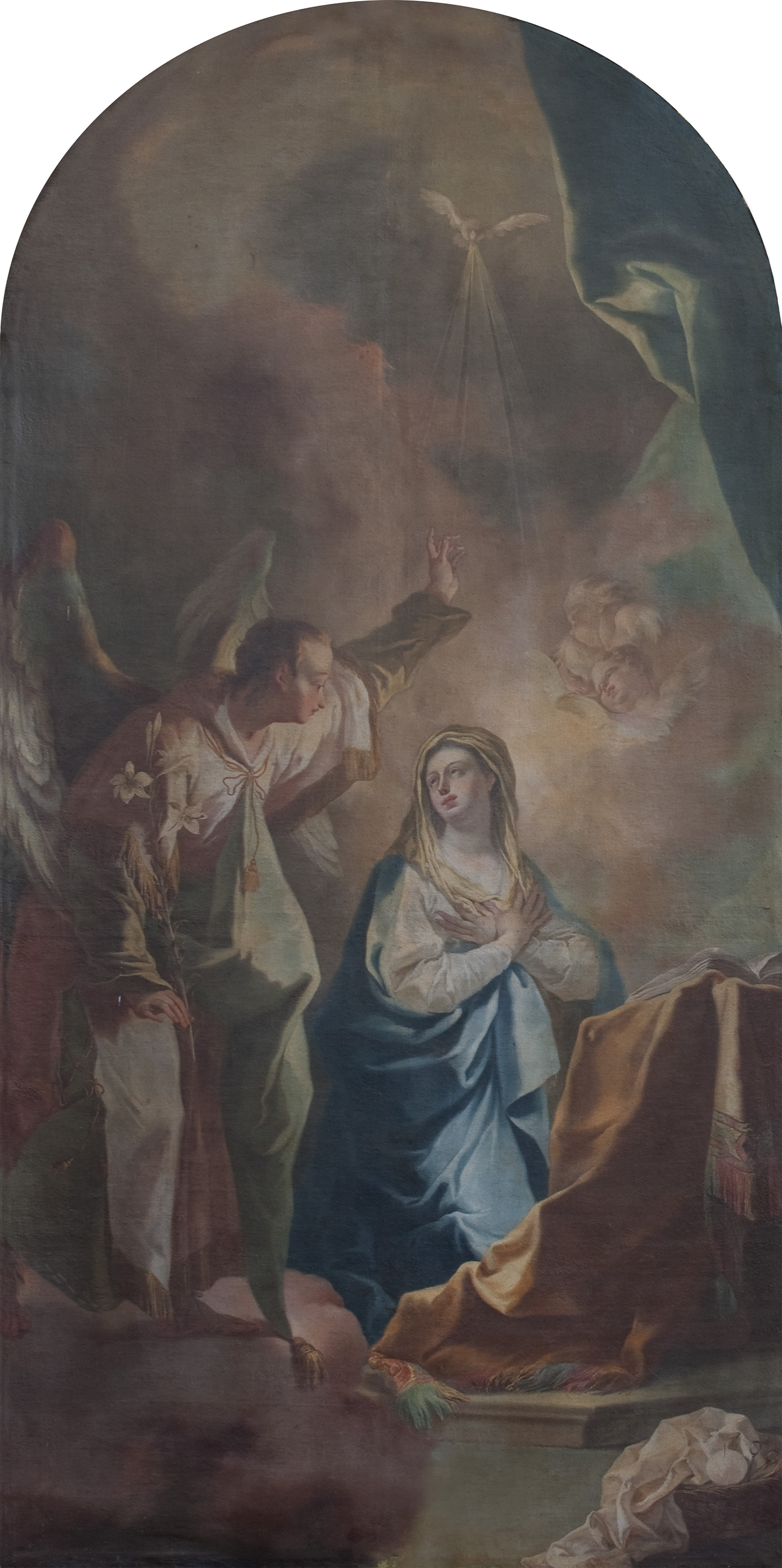
«Благовіщення», 1766 р.
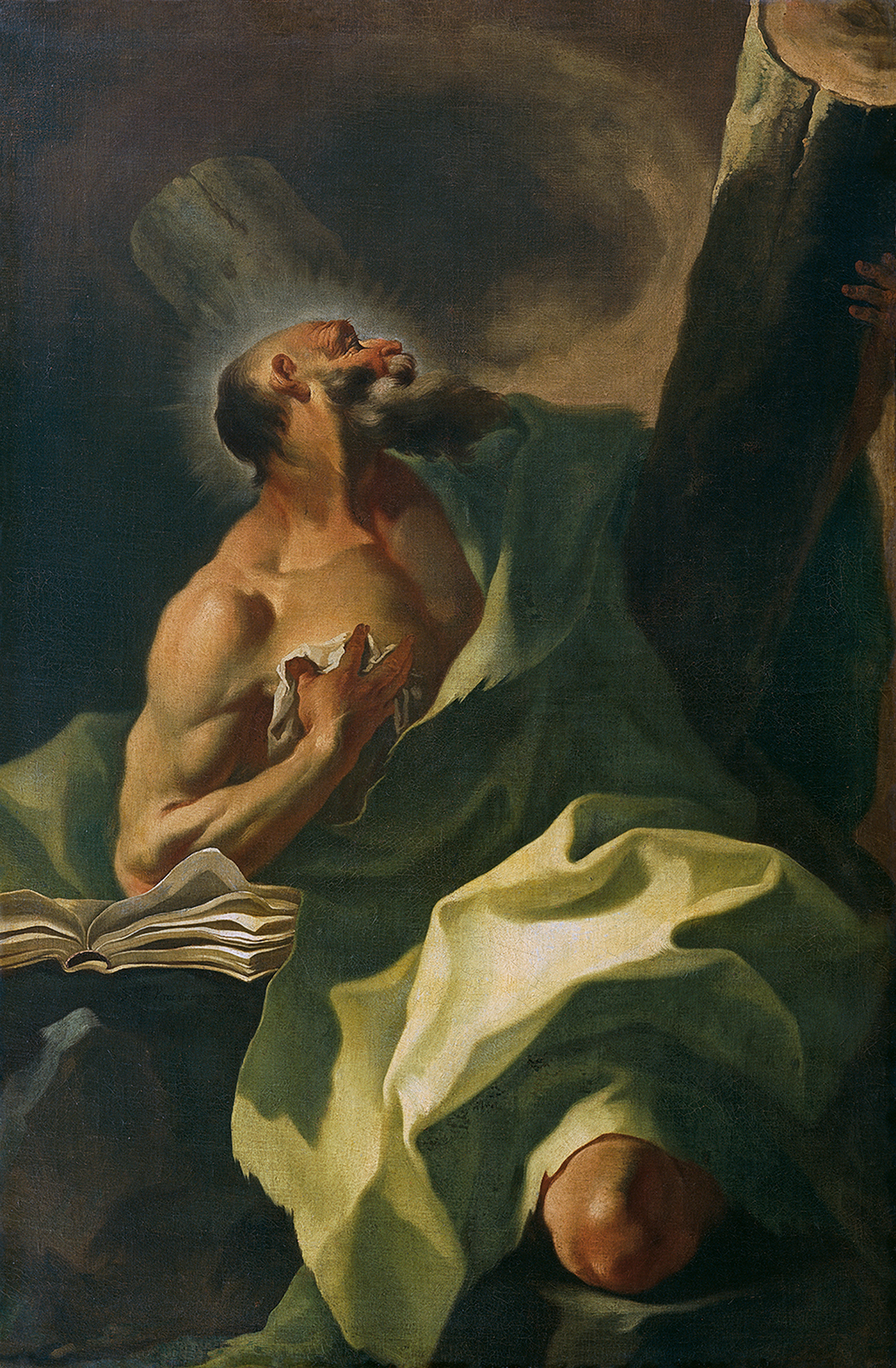
«Андрій Першозваний», 1754 р.
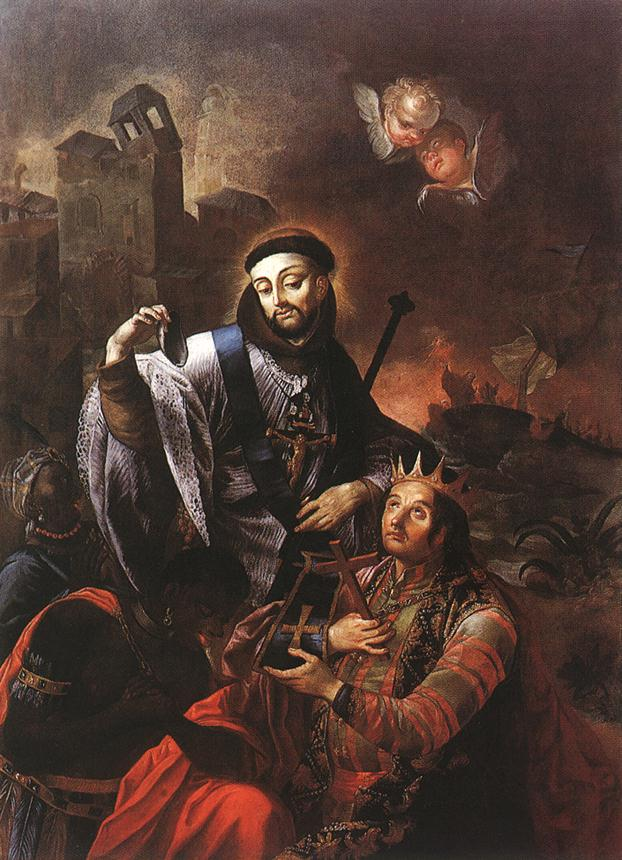
«Франциск Солано хрестить американського індіанця»
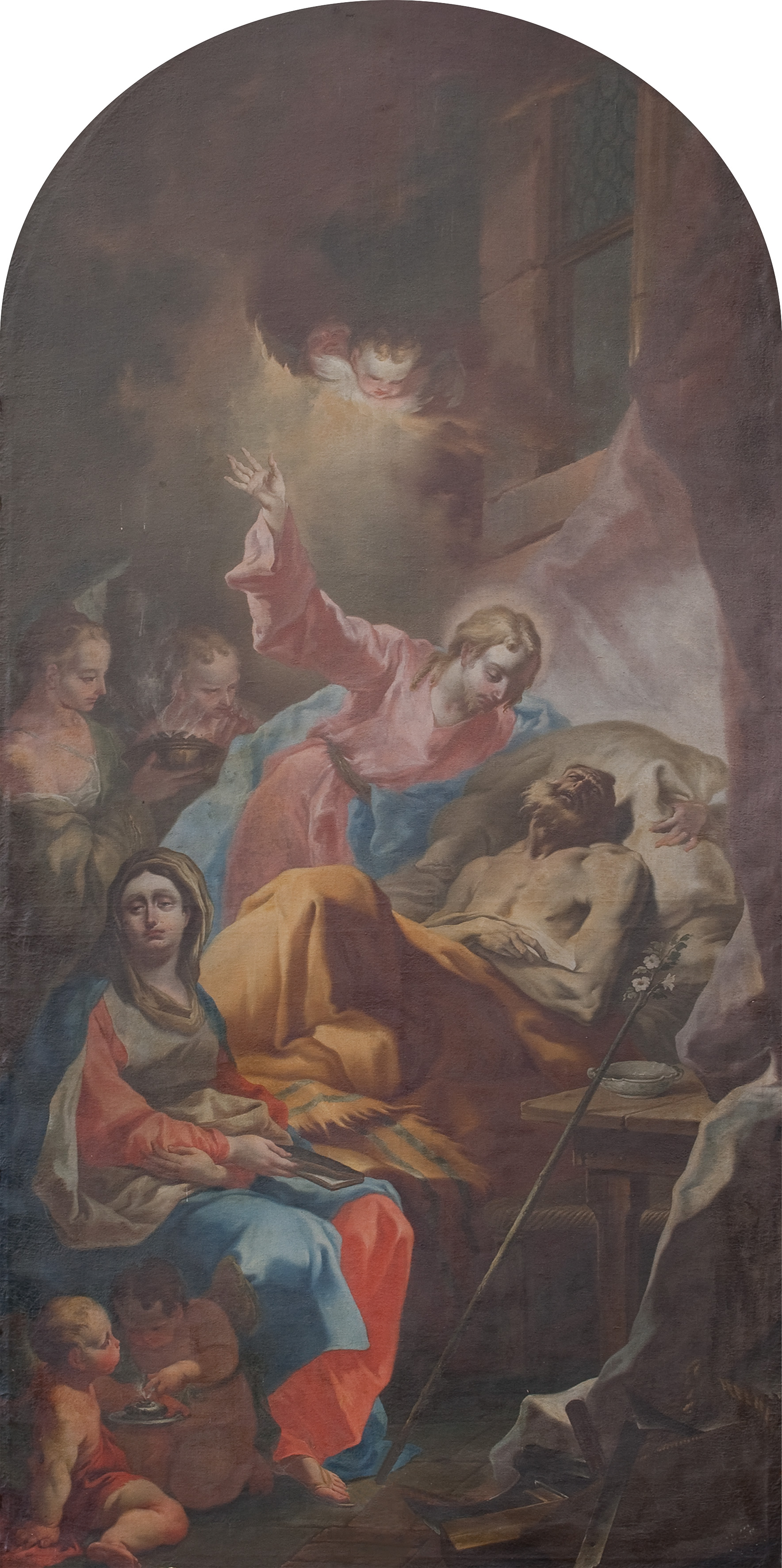
«Смерть св. Йосипа», 1766 р.